# Baltimax

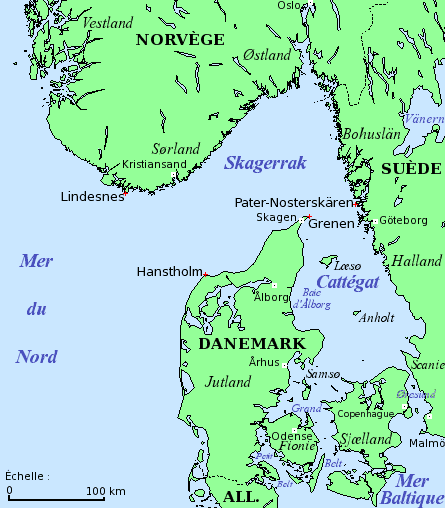
Carte du Cattégat et du Skagerrak, avec les détroits danois.

Les navires de taille Baltimax sont ceux qui ont une taille leur permettant d'entrer dans la mer Baltique par le Cattégat et le Skagerrak. La profondeur limitée (23 m en moyenne) et la présence de glaces compliquent la conception des navires devant s'y rendre.
Concrètement, les navires doivent avoir un tirant d'eau inférieur à 15,4 m, et le plus souvent entre 13 et 15 m ; étant donné les proportions habituelles des navires de commerce, la longueur correspondante sera de 240 à 260 m et la largeur de 42 à 48 m, donnant un port en lourd de 100 à 120 000 tonnes. Il existe toutefois des pétroliers spécialement conçus pouvant atteindre 220 000 tonnes de port en lourd, les B-Max.
Les Baltimax ont été conçus à l'origine par la Russie afin de pouvoir exporter du pétrole depuis le golfe de Finlande, mais s'est depuis étendu aussi aux porte-conteneurs.